# Белене (залив)
Вижте пояснителната страница за други значения на Белене.
Белене (на английски: Belene Cove) е залив на проток Дрейк в остров Ливингстън, Антарктика. Получава това име в чест на град Белене в Северна България през 2006 г.

## Описание
Белене е с ширина 520 m, врязващ се 690 m в северозападния бряг на полуостров Рей в северозападната част на полуостров Байърс, остров Ливингстън, между нос Исбул на изток и нос Старт на запад. Част е от залива Свищов.

## Картографиране
Британска топографска карта на полуострова от 1968 г., испанска от 1992 г. и българска от 2005 и 2009 г.

## Карти
- L.L. Ivanov et al. Antarctica: Livingston Island, South Shetland Islands (from English Strait to Morton Strait, with illustrations and ice-cover distribution). Топографска карта в мащаб 1:100000. София: Antarctic Place-names Commission of Bulgaria, 2005.
- Л. Иванов. Антарктика: Остров Ливингстън и острови Гринуич, Робърт, Сноу и Смит. Топографска карта в мащаб 1:120000. Троян: Фондация Манфред Вьорнер, 2009. ISBN 978-954-92032-4-0